# Майкл Енджел
Майкл Енджел (англ. Michael Engel; народився 24 вересня 1971) — американський палеонтолог і ентомолог, відомий внеском в еволюційну біологію та класифікацію комах. Він здійснив польові експедиції в Центральній Азії, Малій Азії, Леванті, Аравії, Східній Африці, Арктиці, Південній і Північній Америці. Опублікував понад 925 статей у наукових журналах.

## Кар'єра
Енджел отримав ступінь бакалавра з фізіології та клітинної біології та ступінь бакалавра хімії в Університеті Канзасу в 1993 році та ступінь доктора філософії з ентомології Корнельського університету в 1998 році. З 1998 по 2000 рік працював науковим співробітником Американського музею природної історії, а потім влаштувався до Канзаського університету доцентом кафедри ентомології, доцентом кафедри екології та еволюційної біології та асистентом куратора відділу ентомології. У 2008 році отримав звання повного професора та старшого куратора, а в 2018 році — почесного професора університету. У 2006—2007 роках Енджел працював в Американському музеї природної історії, будучи стипендіатом Гуггенхайма, завершуючи роботу над геологічною історією термітів та їхнім впливом на переробку вуглецю в палеосередовищі. У цей період він також провів значну роботу над працею Трактат про термітів світу". У 2008 році він отримав нагороду Чарльза Шухерта від Палеонтологічного товариства, а у 2009 році медаль двохсотріччя Лондонського товариства Ліннея за внесок у галузі систематичної ентомології та палеонтології. Навесні 2014 року нагороджений премією за наукові досягнення Університету Канзасу за внесок у дослідження еволюції та розвитку польоту комах; в 2015 році отримав премію за міжнародне співробітництво від Китайської академії наук. У 2017 році Енджел обраний членом Ентомологічного товариства Америки і отримав нагороду Томаса Сея. Навесні 2019 року його книга Innumerable Insects здобула срібну нагороду книжкової премії Nautilus.

## Епоніми
На честь Енджела названо таксони († позначає вимерлі таксони):
- Anotylus engeli Makranczy, 2011 (оксителіновий жук-хижак з Болівії)[18]
- † Archaeoellipes engeli Heads, 2010 (триперст зміоценового домініканського бурштину)[19]
- †Archaeoserphites engeli Rasnitsyn & Ohm-Kuhnle, 2020 (археосерфітідна оса з бірманського бурштину)[20]
- †Archaeovespa engeli Wu, Shih, Ren, & Gao, 2021 (a веспідна оса бірманського бурштину)[21]
- †Archeofoenus engeli Turrisi & Ellenberger, 2019 (an авлацидна оса з бірманського бурштину)[22]
- Braunsapis engeli Jobiraj, 2004 (аллодапідна бджола з півдні Індії)[23]
- †Chlorepyris engeli Colombo & Azevedo, 2021 (бетілідна оса з балтійського бурштину)[24]
- † Cretogramma engeli Liu et al., 2018 (каліграмматида з бірманського бурштину)[25]
- † Cretopiesma engelgrimaldii Azar, Heiss, & Huang, 2020 (підкоровиковий клоп з бірманського бурштину)[26]
- † Cretoquadratus engeli Chen, 2019 (жук-свердляк з бірманського бурштину)[27]
- † Cretostylops engeli Grimaldi & Kathirithamby, 2005 (найдавніша викопна віялокрила комаха з бірманського бурштину)[28]
- † Deltoxyela engeli Wang, Shih, Ren, & Gao, 2020 (пильщик з бірманського бурштину)[29]
- † Dolichoraphidia engeli Liu & al., 2016 (веслокрилка з бірманського бурштину)[30]
- † Elmomantis engeli Prokop et al., 2017 (міомоптера пермського періоду з Канзасу)[31]
- Engelitermes Romero Arias, Roisin, & Scheffrahn, 2023 (рід термітів з Камеруну)[32]
- Engelitermitinae Romero Arias, Roisin, & Scheffrahn, 2023 (підродина термітів з Камеруну)[32]
- † Engellestes Nel & al., 2012 (бабка пермського періоду)[33]
- Eufriesea engeli Gonzalez & Griswold, 2017 (орхідейна бджола з Мексики)[34]
- † Kronocharon engeli Wunderlich, 2015 (фрин з бірманського бурштину)[35]
- Lasioglossum engeli Genaro, 2001 (галиктидна бджола з Куби)[36]
- Melitta engeli Michez, 2012 (мелітидна бджола з Киргизстану)[37]
- † Mesophthirus engeli Gao, Shih, Rasnitsyn, & Ren, 2019 (пухоїд з бірманського бурштину[38][39][40])
- †Mesoserphites engeli Herbert & McKellar, 2022 (a їздець з бірманського бурштину)[41]
- †Milesitermes engeli Jouault & Nel, 2021 (терміт з бірманського бурштину)[42]
- † Sigmophlebia engeli Béthoux & Beckemeyer, 2007 (протортоптера пермського періоду Оклахоми)[43]
- Sphecodes engeli Astafurova & Proshchalykin, 2020 (бджола-зозуля з Лаосу)[44]
- Triepeolus engeli Rightmyer, 2008 (номадінова бджола Техасу)[45]
- † Vostox engeli Estrada-Álvarez & Núñez-Bazán, 2023 (вуховертка з мексиканського бурштину)[46]
- † Xenosycorax engeli Azar & Salamé, 2015 (метелівкова муха з New Jersey amber)[47]